# Berner Rosenapfel
Der Berner Rosenapfel oder Neuer Berner Rosenapfel ist eine Sorte des Kulturapfels (Malus domestica). Um 1870 fanden F. Baumann und Adolf Daepp auf dem Grundstück der Familie Baumann einen Zufallssämling. Die Baumschule Daepp, damals ansässig in Oppligen im Schweizer Kanton Bern, sorgte durch Veredlung für die Erhaltung und Verbreitung dieser Sorte. Der erste Mutterbaum trug 1888 erste Früchte. Adolf Daepp erkannte sofort, dass es sich um eine neue Apfelsorte handelte. Er veredelte diesen neu entdeckten Winterapfel und brachte ihn als „Neuer Berner Rosen Apfel“ in der Schweiz und in Deutschland auf den Markt.
An der Schweizerischen landwirtschaftlichen Ausstellung im Herbst 1895 in Bern erhielt der Apfel als Neuheit den 2. Preis, und an der Allgemeinen Deutschen Obstausstellung im Oktober 1896 in Kassel, eine Silber-Medaille als hervorragende, im Handel befindliche Neuheit.
Fünf Generationen und über 120 Jahre später ist der Berner Rosenapfel eine der beliebtesten Gartenapfelsorten im Kanton Bern und in der Schweiz.

## Baum
In der Jugend wächst der Baum kräftig. Das Wachstum wird aber langsamer, wenn der Baum die Ertragsphase erreicht. Die Krone ist aufrecht und hochgewölbt. Die Verzweigung ist sparrig, ohne Schnitt setzt recht bald Vergreisung ein. Die Holztriebe sind sonnenseitig dunkelbraun-rot, schattenseitig grünlich, wenig punktiert und schwach beflaumt. Die Blattknospen sind klein, dreieckig, weiß beflaumt. Die Fruchtknospen sind groß, gestreckt-eiförmig, rot beschuppt und die Spitze ist weiß beflaumt. Die Blätter sind verhältnismäßig klein, schmal-oval, kurz gespitzt, mit doppelt gesägtem Rand. Der Blattstiel ist kurz, kaum so lang als das Blatt breit, rötlich angelaufen. Das dunkelgrüne, schwach glänzende Blatt ist aufgerichtet. Die Blütezeit ist mittelfrüh und hält über einen längeren Zeitraum an. Die Blüte, die Anfang Mai erscheint ist mittelgroß und rosafarbig. Der Ertrag setzt bei dieser Sorte früh ein, er ist dann regelmäßig hoch. Der Berner Rosenapfel ist anfällig für Apfelschorf, für Mehltau vor allem in tieferen Lagen. Gute Erfolge werden auf feuchten, nährstoffreichen Böden in etwas höheren Lagen erzielt.

## Frucht

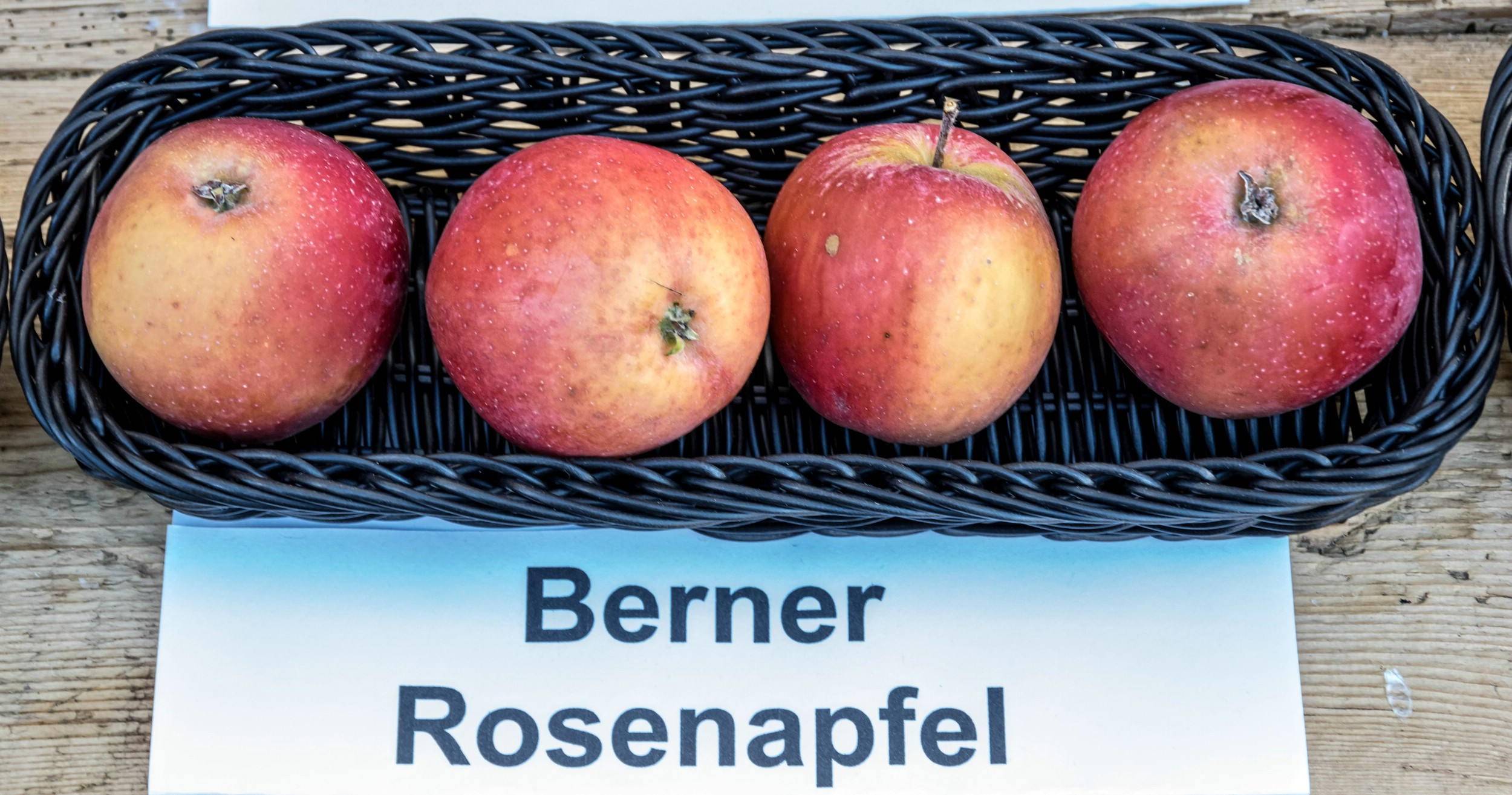
Ansicht der Frucht

- Berner Rosenapfel (Bildquelle: Gartenpflanzen Daepp)Berner Rosenapfel mit FruchtbehangAnsicht der FruchtGrösse, Gewicht: Mittelgrosse Äpfel. Höhe 6,5 – 7 cm, Breite 7 – 7,5 cm, Gewicht 110 – 130 g.

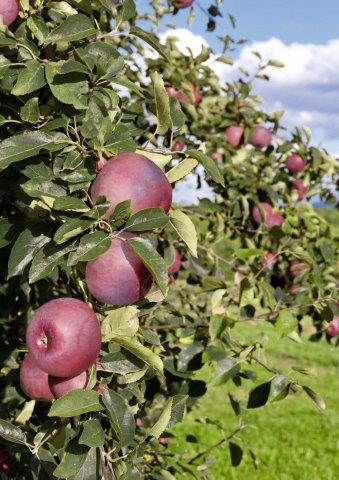
Berner Rosenapfel (Bildquelle: Gartenpflanzen Daepp)

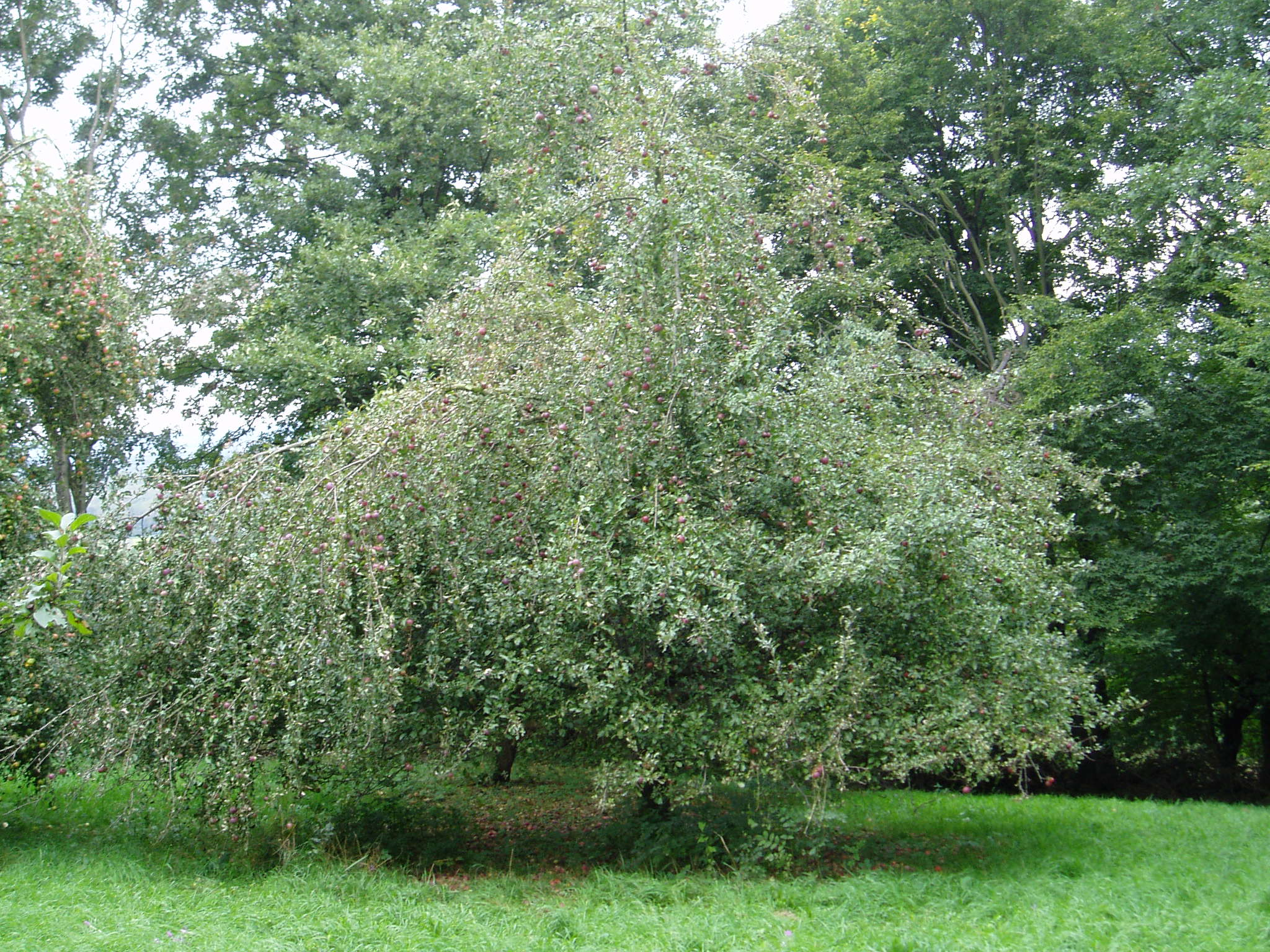
Berner Rosenapfel mit Fruchtbehang

- Form: Unregelmässig geformt. Flache Rippen, die vom Stiel gegen den Kelch verlaufen stören die Rundung. Der Bauch liegt unter der Mitte. Die Frucht nimmt gegen den Kelch zu stumpf kegelförmig ab.
- Kelch: Der grüne grossblättrige Kelch ist halb offen oder geschlossen. Er liegt in ziemlich tiefer, eckiger, manchmal zusammengedrückter Höhle. An der Kelchblattbasis gegen den Höhlenrand hin zeigen sich oft hellgrüne Streifen, Falten und Perlen.
- Stiel: Hier treffen wir die Eigentümlichkeit, dass der Stiel bald dünn, braunrot, 1 – 1,5 cm lang wird, bald aber nur eine fleischige, knopfartige Verdickung bildet. Die Stielhöhle ist eng, häufig mit gelbbraunem, strahligem Roste ausgekleidet. Zumeist verengen vorspringende Fleischwülste die Höhle oder füllen diese teilweise aus, wobei der Fruchtstiel auf die Seite gedrückt wird.
- Farbe: Von der grünlich-gelben Grundfarbe ist meist gar nichts zu sehen. Nur bei ganz schattig gewachsenen Früchten tritt diese um den Kelch herum vor. Die ganze Frucht ist dunkelrot verwaschen. An helleren Stellen sind schwache Streifen sichtbar. Charakteristisch für Berner Rosenapfel sind die hellen, vertieft erscheinenden Punkte, sowie der auffallende lilafarbene Bereifung, den die Frucht baumfrisch aufweist
- Schale: Ziemlich dickhäutig, matt-glänzend, aromatisch.
- Kernhaus: Gross, zwiebel- oder herzförmig. Der Achsenstrang bildet eine spindelige Höhlung, in welche sich die bohnen- oder muschelförmig anliegende Samenfächer ganzspaltig öffnen.
- Samen: klein, eiförmig, dunkelbraun.
- Kelch- und Stempelröhre: Konisch, bis 1 cm lang. Die Staubgefässe sind 2 mm unter den Kelchblättern angewachsen.
- Fleisch: Das grünlich oder gelblich weisse Fleisch ist unter der Haut oft rötlich angelaufen. Rötlich sind ebenfalls die das Kernhaus umgrenzenden Gefässstränge. Das Fleisch ist sehr saftig und schmeckt angenehm, süss-weinsäuerlich mit kräftigem, himbeerartigem Gewürz.
- Reife: Ab Ende September kann der Berner Rosenapfel baumfrisch genossen werden. Lagerfähig ist der Berner Rosenapfel bis Januar; Herkünfte aus höheren Lagen auch länger. Die Sorte wird als Tafelapfel und zur Saftbereitung verwendet.